# Porsche 918
De Porsche 918 Spyder is een plug-inhybride sportwagen ontworpen door Porsche. De Spyder wordt aangedreven door een atmosferische 4.6 liter V8-motor met een vermogen van 608 pk (453 kW) gecombineerd met twee elektromotoren die 279 pk (208 kW) leveren, wat op een gecombineerd vermogen van 887 pk (661 kW) komt. De 6,8kWh-lithium-ion-accu levert een actieradius van 19 km (12 mijl) volgens de testen van de EPA. De auto heeft een topsnelheid van ongeveer 340 km/uur.

## Omschrijving
De 918 Spyder is een tweezits sportwagen met middenmotor, ontworpen door Michael Mauer.
De 918 Spyder werd voor het eerst getoond in maart 2010 als een conceptauto op de 80ste autosalon van Genève. De productieversie werd onthuld in september 2013 op de Frankfurt Motor Show.
De 918 Spyder is een sportwagen gebouwd in beperkte oplage, waarvan 918 eenheden werden vervaardigd en verkocht. De productie begon op 18 september 2013 en de leveringen stonden in eerste instantie gepland om te beginnen in december 2013. De startprijs was $847.000. De 918 Spyder was de tweede plug-inhybride auto van Porsche, na de in 2011 verschenen Porsche Panamera. De 918 Spyder was in december 2014 uitverkocht. Het land met de meeste bestellingen was de Verenigde Staten met 297 stuks. De productie van de sportwagen eindigde in juni 2015.
Porsche onthulde ook een "RSR" race variant van de 918 in 2010 bij de North American International Auto Show. De variant combineert hybride technologie voor het eerst gebruikt in de 997 GT3 R Hybrid, met de styling van de 918 Spyder.

## Specificaties
De 4,6 liter V8-motor is gebouwd volgens dezelfde architectuur als de motor gebruikt in de RS Spyder Le Mans Prototype racewagen.
De motor weegt 135 kg en levert 608 pk (453 kW) bij 8500 rpm en een maximum koppel van 528 Nm. Dit wordt aangevuld met twee elektromotoren met nog eens 279 pk (208 kW). Een 154 pk (115 kW) elektromotor drijft de achterwielen parallel aan de motor en dient ook als belangrijkste generator. Deze motor (en tevens leveraar van motorvermogen) is aan de achteras via een zevenversnellingsbak gekoppeld aan een PDK dubbelekoppelingversnellingsbak. De voorste 125 pk (93 kW) elektromotor drijft direct de vooras; een elektrische koppeling ontkoppelt de motor wanneer deze niet in gebruik is. Het totale systeem levert 887 pk (661 kW) en een koppel van 1280 Nm.
In oktober 2012 was het technisch ontwerp nog niet afgerond, maar voorzag Porsche prestatiecijfers van 0 tot 100 kilometer per uur (62 mph) in 2,5 seconden 0 tot 200 kilometer per uur (120 mph) in 7,2 seconden, 300 kilometer per uur (190 mph) in 19,9 seconden en een geteste topsnelheid van 218 mijl per uur (351 km/u). In "Car and Driver"'s onafhankelijke test van de Porsche 918 ging de auto van 0 naar 60 mijl per uur in 2,2 seconden (waarmee het de snelste auto ooit getest door "Car and Driver" werd), 0 naar 100 mijl in 4,9 seconden, 0 naar 180 mijl in 17,5 seconden en 1/4 mijl in 9,8 seconden.
Het energie-opslagsysteem is een 312-cellige, vloeistofgekoelde 6,8kW·h-lithium-ionbatterij achter het passagierscompartiment. In aanvulling op een plug-in poort aan de passagierskant, worden de accu's ook opgeladen door regeneratief remmen en door overtollig gebruik van de motor als de auto uitrolt. De CO2-uitstoot bedraagt 79 g / km en het brandstofverbruik is 3,0 l / 100 km onder de New European Driving Cycle.
De 4.6 liter V-8 benzinemotor kan een lege batterij opladen met ongeveer twee liter brandstof. De universele elektrische oplader vereist zeven uur om de batterij op te laden in een stopcontact van 110 volt of in twee uur in een oplaadstation met een 240 volt. Een optioneel DC Speed-laadstation kan de batterij op volle capaciteit opladen in 25 minuten.

## Galerij

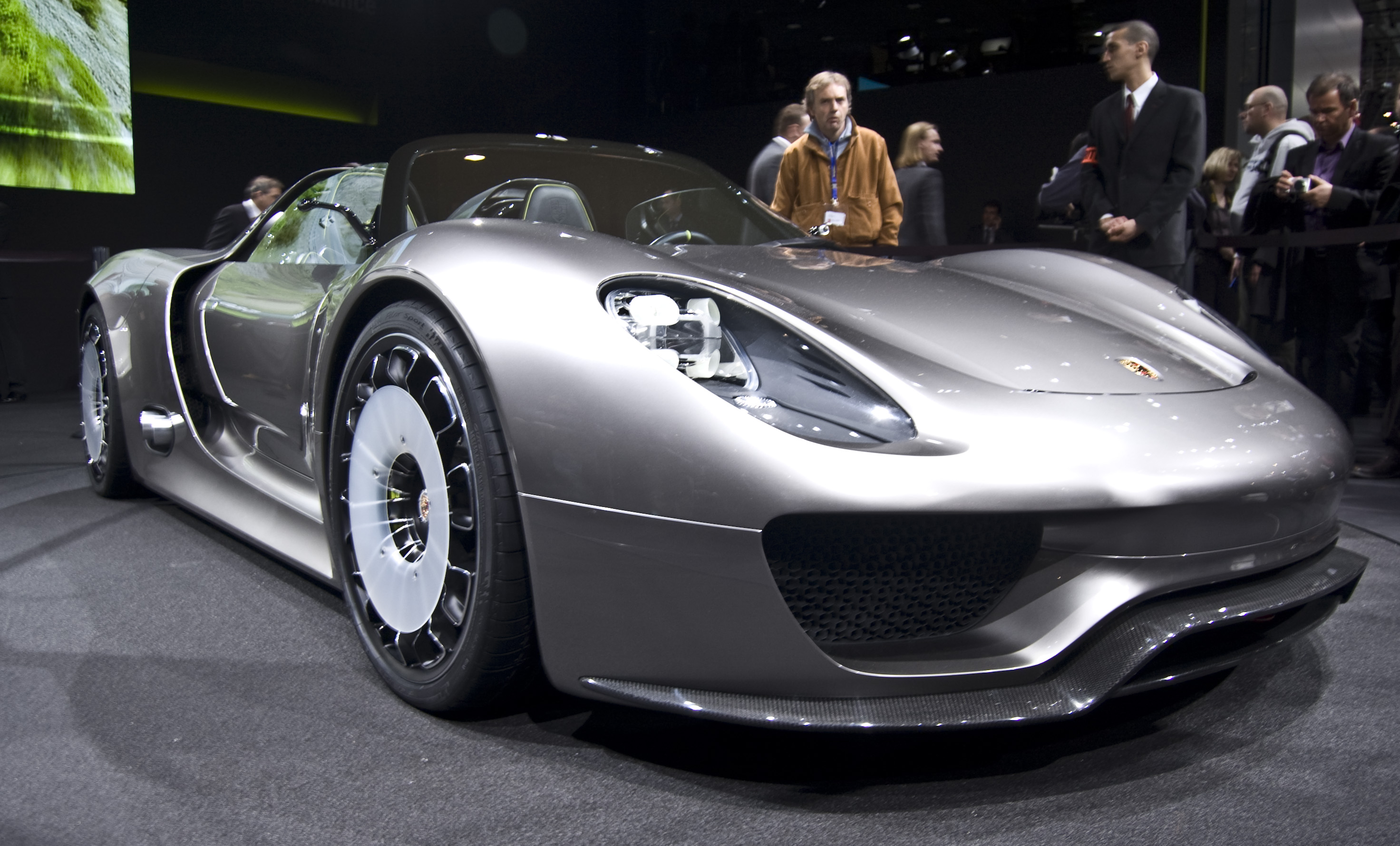
De 918 Spyder conceptauto bij de Autosalon van Genève (2010)
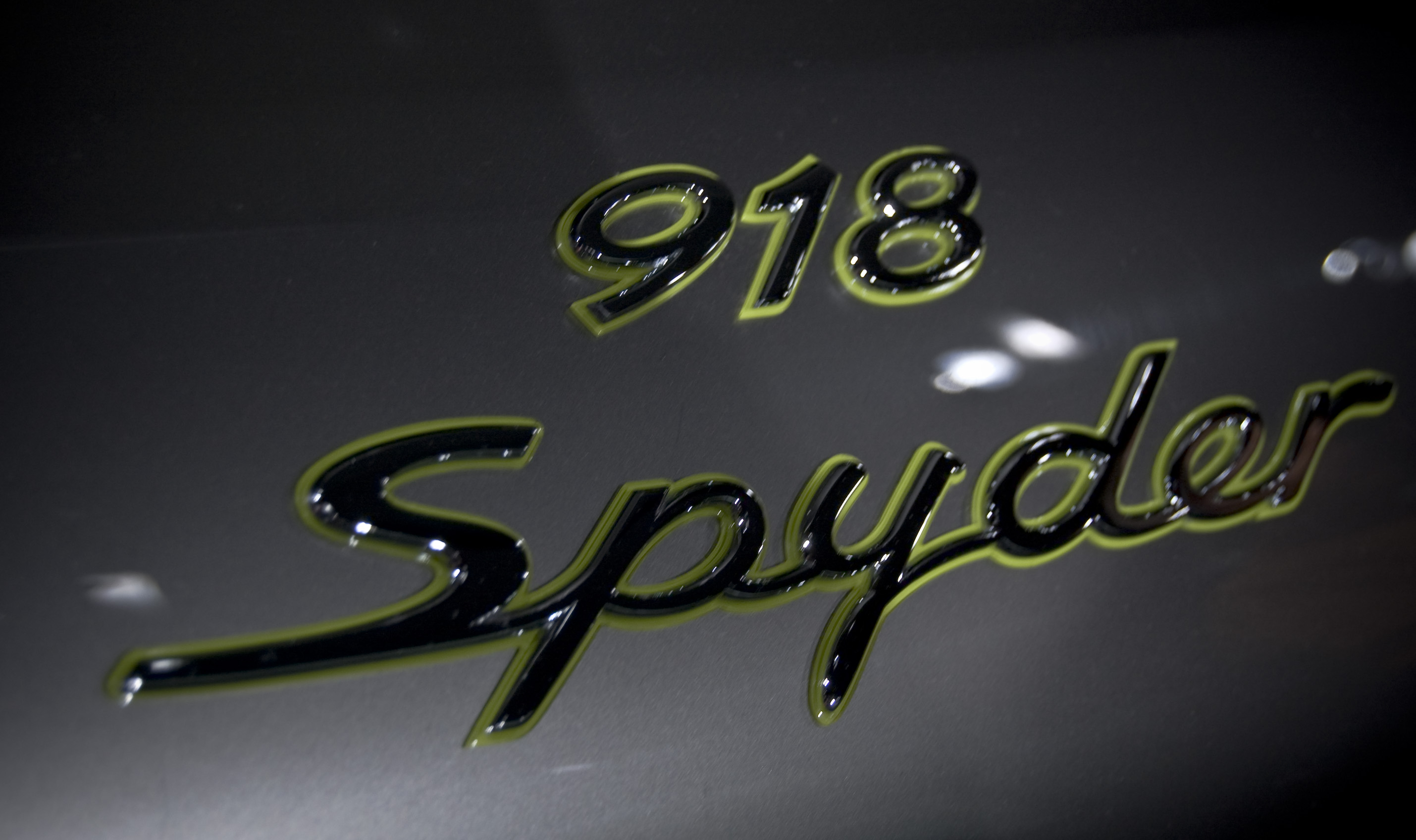
De 918 Spyder concept badge.
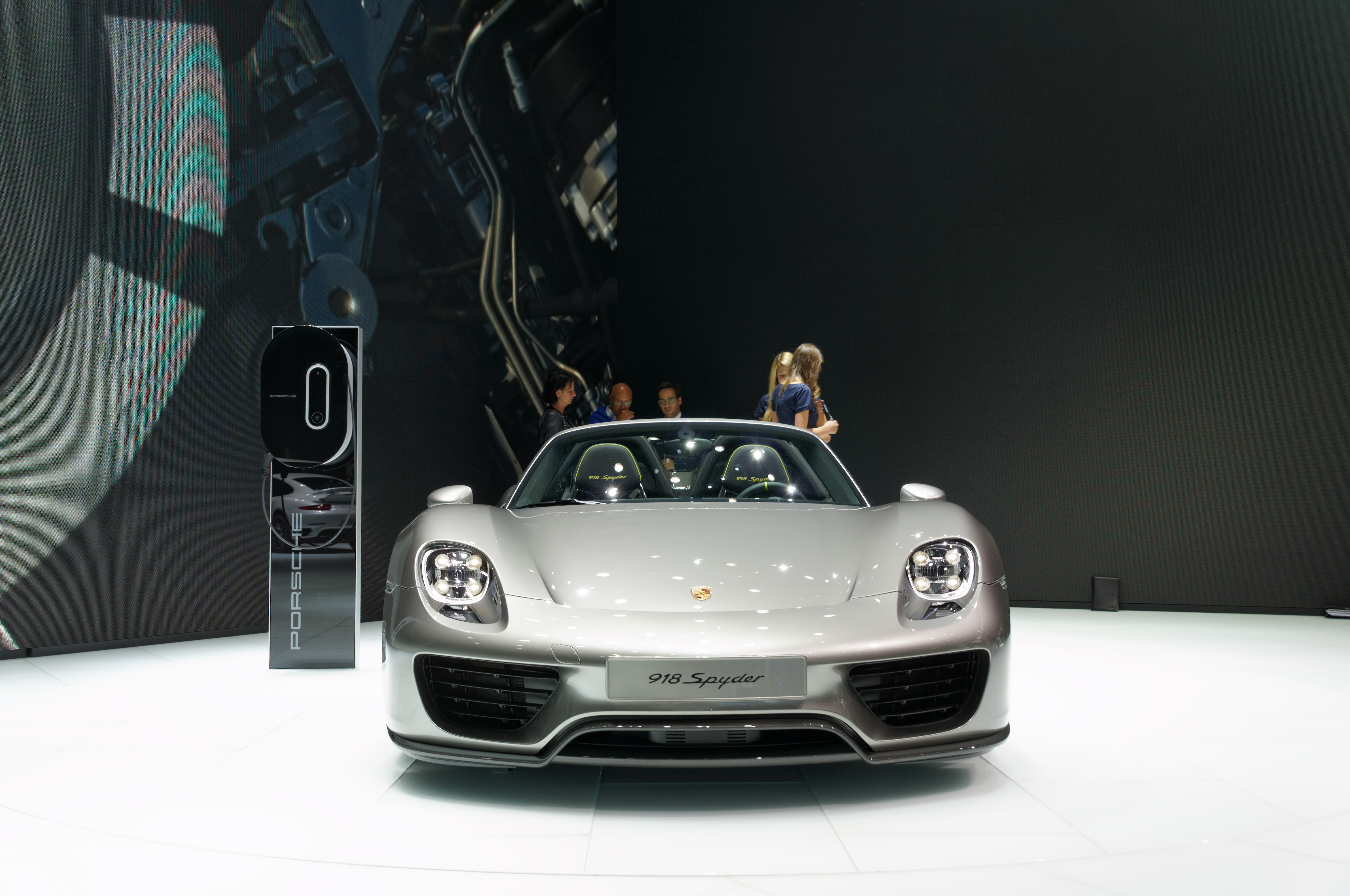
918 Spyder voorkant
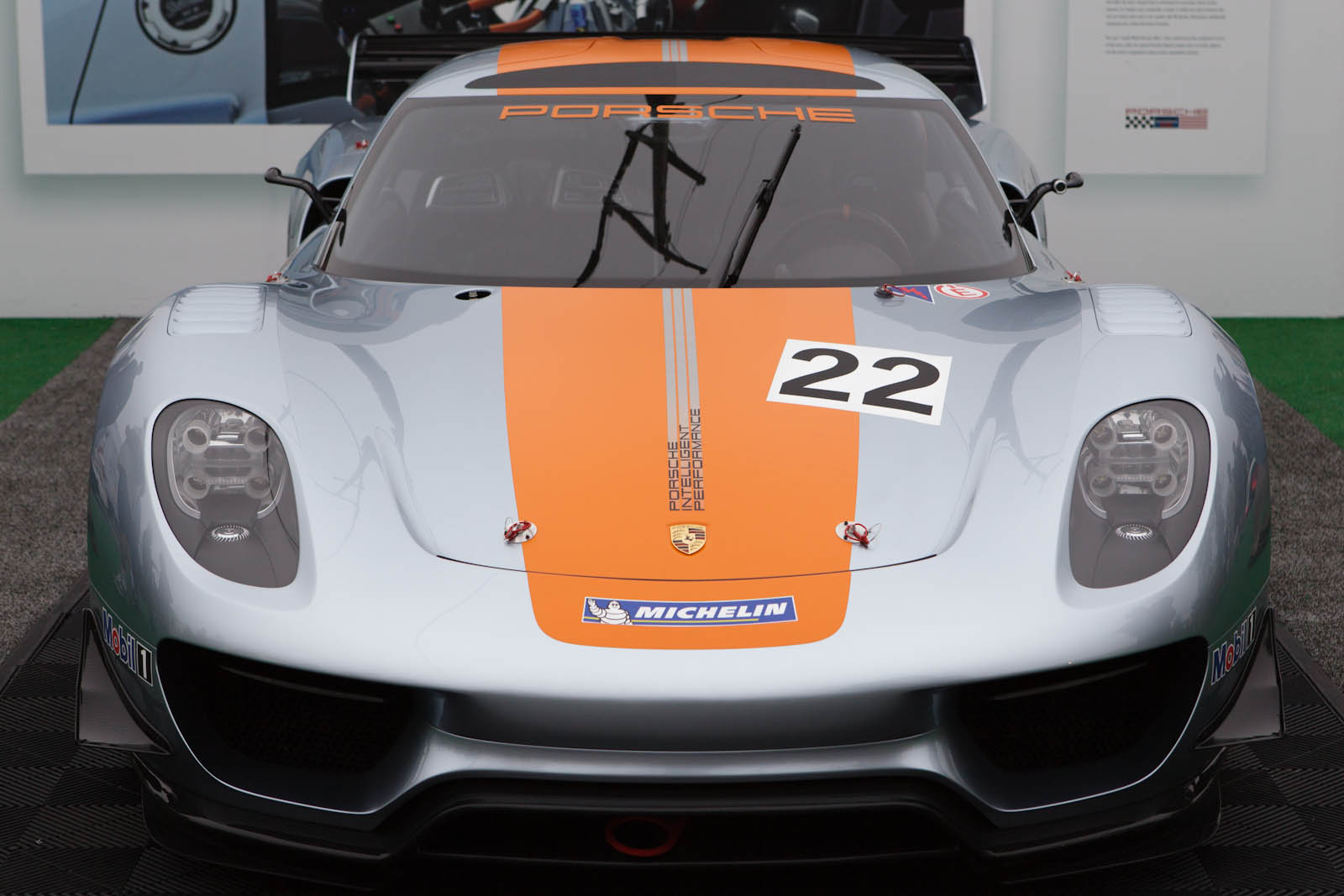
918 RSR voorkant
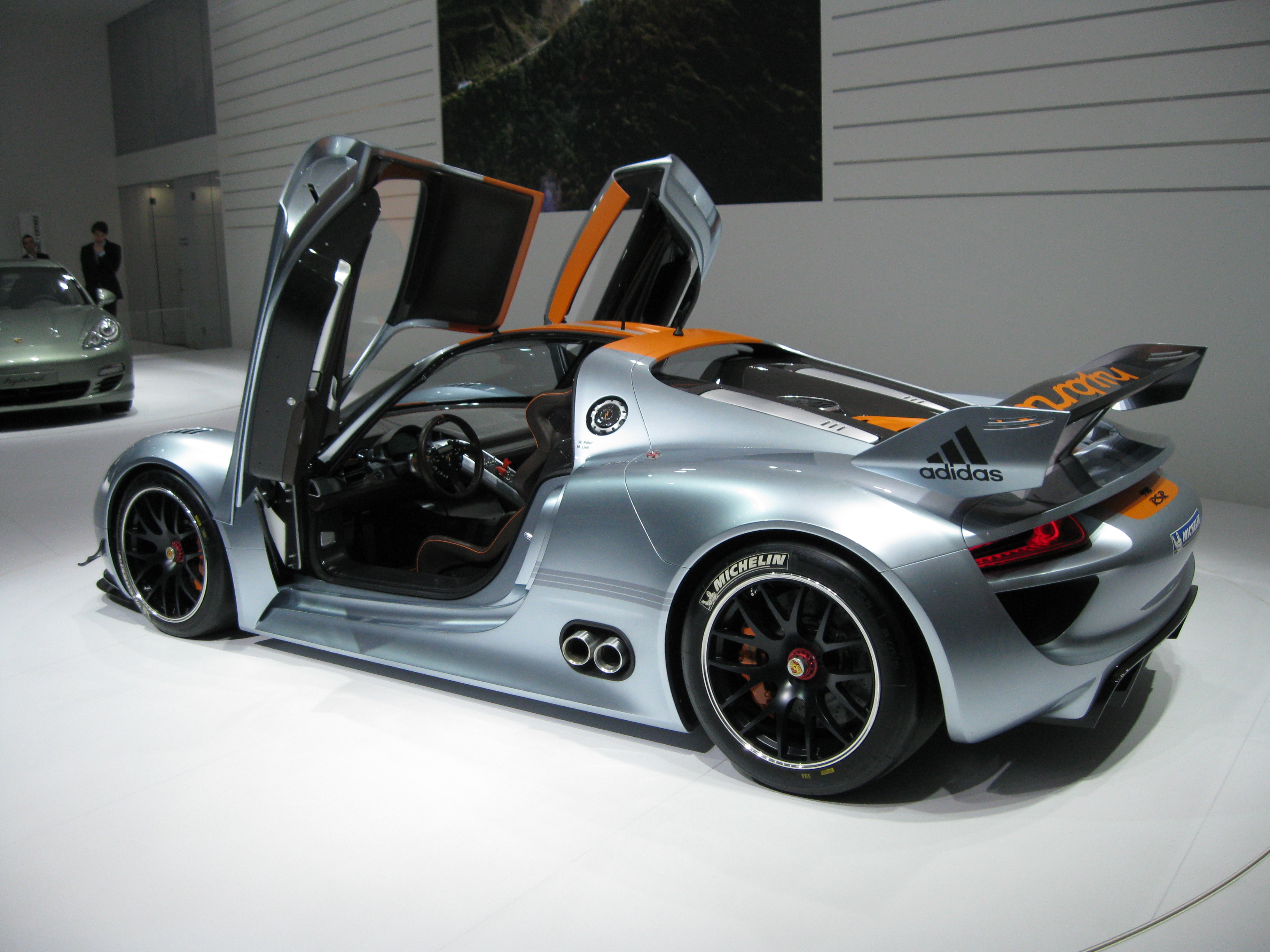
De 918 RSR op de Autosalon van Genève (2011)
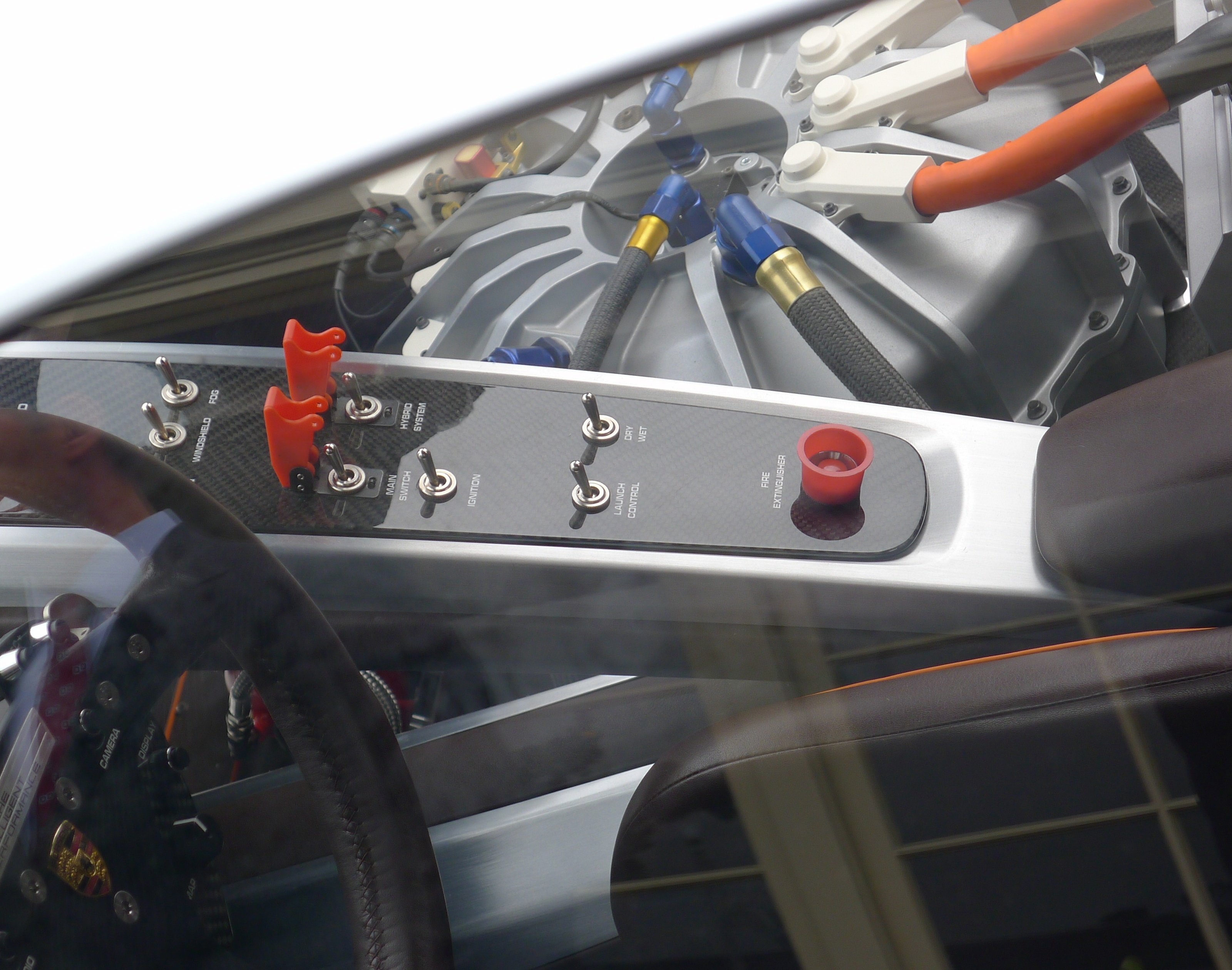
De 918 RSR middenconsole en vliegwiel.